# Gertrud Geijer
Gertrud Theodora Geijer, född Wilcke den 5 oktober 1862 i Västerviks församling, död den 12 april 1942 i Filipstads församling, var en svensk kvinnosakskvinna. Hon var ordförande för Föreningen för kvinnans politiska rösträtt i Uddeholm 1910–1911.
Hon var gift med Reinhold Geijer som tillhörde den vittförgrenade släkten Geijer.